# Autism Network International
Autism Network International (ANI) は自閉者達によって運営されているアドボカシー団体である。ANIの行動規範として反治療的パースペクティヴ（anti-cure perspective）が含まれる。これは自閉の人々を「治療」することをゴールとするようなことはあってはならないという視点である。

## 歴史
ANIは1992年にジム・シンクレア、キャシー・グラント、ドナ・ウィリアムズによって始められた。 このアドボカシー・グループは自閉の人々の為に自閉の人々によって組織されたものである。 ANIはまずペンパルグループとして出発したが、彼らが初めて直接会ったとき、「彼らは帰属意識を、理解されたという、同じ観念を持って言葉を共有していて、自分たちは普通なのだ、という感覚を抱いた」。 シンクレアとその他の創始者たちは、参加者たちが問題（issue）についてオンラインフォーラムで議論できるような、そうしたオンラインコミュニティを作った。 ANIは会報 "Our Voice"の出版を始めた。これはANIのウェブ管理者を通して頒布された。
ANIは「神経学的定型」（neurologically typical）という造語が為されるもとになった。 シンクレアは、自閉的であることの負の側面よりも、むしろ正の恩恵に視線を向けることを助けるものとして、ANIを用いた。 ANIは自閉の人々が「共有された自閉文化の中で楽しむという重要な教訓」を学ぶことを助けてきた。

## Autreat
AutreatはANIがホストとしてアメリカで開催する自閉の人々の為のretreatでありカンファレンスである。最初のAutreatは、1996年、ニューヨークのCamp Bristol Hillで開催された。 1999年には、日本から遠くやって来たひとりの女性が含む、80人が出席していた。2012年現在、Autreatは2001年を除いて毎年開催されている。Autreatは自閉者によって企画された自閉者の為のカンファレンスである。このことは、ANIが大抵は自閉者「に関する」けれども親や専門家「の為に」意図されているものだと信ずるところの、その他の自閉症カンファレンスとは対照的である。Autreatは、親や専門家その他の人々も歓迎するが、それは自閉者達の為に特別にデザインされており、自閉に友好的な環境、感覚の爆撃（sensory bombardment）から自由な環境を要請する。ゲストらは社会的交流への圧力を受けない。カラーバッジの形を取る視覚的なコードは、誰か或いは誰とでも交流を望むメンバーであるか、よく知らない他人から話しかけられることを望まないメンバーであるか、誰からも話しかけられることを望まないメンバーであるか、を示すものである。
Autreatは毎年春の自閉者の集会であって、そこではある種の自閉的振る舞いは推奨される。Autreatの参加者は例えば会話の為に近付かれることを望むか否かを示す、色分けされたバッジを着けてもよい。非常に文語的な会話や手をひらひらさせる（hand-flapping）ような、ありふれた自閉的な癖は当然のこととされる。他方、カジュアルなハグや蛍光照明のような、一般的に自閉者の苛立ちの原因となるものは期待されない。Autreatは自閉者に「不適合なサブカルチャーを追求し楽しむ場」を与えるのに役立っている。
イングランドのAutscape、スウェーデンのProjekt Empowermentなど、Autreatは他国での同様のプログラムに影響を与えている。